# 1383 Limburgia
Limburgia (asteróide 1383) é um asteróide da cintura principal com um diâmetro de 22,32 quilómetros, a 2,4862748 UA. Possui uma excentricidade de 0,1918128 e um período orbital de 1 970,83 dias (5,4 anos).
Limburgia tem uma velocidade orbital média de 16,9814259 km/s e uma inclinação de 0,0496º.
Esse asteróide foi descoberto em 9 de Setembro de 1934 por Hendrik van Gent.